# Стратегия (шаблон)
Стратегия (на английски: Strategy) е поведенчески шаблон за дизайн, който се използва в обектно-ориентираното програмиране.
Шаблонът Стратегия се използва в случаите, когато е необходим динамичен избор на алгоритъм. Дефинира се семейство от различни, но взаемозаменяеми алгоритми, всеки един от тях капсулиран като отделен обект. Стратегията позволява превключването от един към друг алгоритъм да става независимо от клиентския код който ги използва.

## Поведение
Съгласно шаблона Стратегия, поведението на конкретен клас не бива да се наследява. Вместо това трябва да се използва интерфейс, който дефинира външния вид на класовете които ще го наследяват и ще бъдат имплементирани.
Нека разгледаме като примерен класа Автомобил (Car). Възможни поведения за този клас са например Спиране (Brake) и Ускоряване (Accelerate). Тъй като тези две действия се изпълняват различно в зависимост от модела, е нужно различните поведения да се имплементират в подкласове. Ако се използва директно наследянаве на класа Автомобил (Car), това ще създаде спънка за организацията на класовете, тъй като за всеки нов модел ще трябва да се наследи и иплементира този клас наново. Така голяма част от кода ще се повтаря. С увеличаване на набора от модели, подкласовете също ще се увеличават. Също така за да се определи разликата в поведението на различните модели е нужно обстойно изследване на кода.
Шаблонът Стратегия използва композиция. Дадено поведение се дефинира като отделен интерфейс, който се имплементира от различни класове. По този начин се прави разделяне на поведението и класа, който използва това поведение. Поведението може да бъде променяно без знанието на класовете, които го използват. Също така даден клас може да превключва между различните поведения без значителни промени в кода. Поведенията могат да се сменят, както по време на дизайн, така и по време на изпълнение на програмата.

## Примери

### C++
```
#include
 
<iostream>

using
 
namespace
 
std
;

class
 
StrategyInterface

{

 
public
:

 
virtual
 
void
 
execute
()
 
=
 
0
;

};

class
 
ConcreteStrategyA
:
 
public
 
StrategyInterface

{

 
public
:

 
virtual
 
void
 
execute
()

 
{

 
cout
 
<<
 
"Called ConcreteStrategyA execute method"
 
<<
 
endl
;

 
}

};

class
 
ConcreteStrategyB
:
 
public
 
StrategyInterface

{

 
public
:

 
virtual
 
void
 
execute
()

 
{

 
cout
 
<<
 
"Called ConcreteStrategyB execute method"
 
<<
 
endl
;

 
}

};

class
 
ConcreteStrategyC
:
 
public
 
StrategyInterface

{

 
public
:

 
virtual
 
void
 
execute
()

 
{

 
cout
 
<<
 
"Called ConcreteStrategyC execute method"
 
<<
 
endl
;

 
}

};

class
 
Context

{

 
private
:

 
StrategyInterface
 
*
_strategy
;

 
public
:

 
Context
(
StrategyInterface
 
*
strategy
)
:
_strategy
(
strategy
)

 
{

 
}

 
void
 
set_strategy
(
StrategyInterface
 
*
strategy
)

 
{

 
_strategy
 
=
 
strategy
;

 
}

 
void
 
execute
()

 
{

 
_strategy
->
execute
();

 
}

};

int
 
main
(
int
 
argc
,
 
char
 
*
argv
[])

{

 
ConcreteStrategyA
 
concreteStrategyA
;

 
ConcreteStrategyB
 
concreteStrategyB
;

 
ConcreteStrategyC
 
concreteStrategyC
;

 
Context
 
contextA
(
&
concreteStrategyA
);

 
Context
 
contextB
(
&
concreteStrategyB
);

 
Context
 
contextC
(
&
concreteStrategyC
);

 
contextA
.
execute
();

 
contextB
.
execute
();

 
contextC
.
execute
();

 
contextA
.
set_strategy
(
&
concreteStrategyB
);

 
contextA
.
execute
();

 
contextA
.
set_strategy
(
&
concreteStrategyC
);

 
contextA
.
execute
();

 
return
 
0
;

}

```

### C#
```
using
 
System
;

namespace
 
Wikipedia.Patterns.Strategy

{

 
// MainApp test application

 
class
 
MainApp

 
{

 
static
 
void
 
Main
()

 
{

 
Context
 
anObject
;

 
// Three contexts following different strategies

 
anObject
=
 
new
 
Context
(
new
 
ConcreteStrategyA
());

 
anObject
.
Execute
();

 
anObject
.
UpdateContext
(
new
 
ConcreteStrategyB
());

 
anObject
.
Execute
();

 
anObject
.
UpdateContext
(
new
 
ConcreteStrategyC
());

 
anObject
.
Execute
();

 
}

 
}

 
// The classes that implement a concrete strategy must implement this Execute function.

 
// The context class uses this to call the concrete strategy

 
interface
 
IStrategy

 
{

 
void
 
Execute
();

 
}

 
// Implements the algorithm using the strategy interface

 
class
 
ConcreteStrategyA
 
:
 
IStrategy

 
{

 
public
 
void
 
Execute
()

 
{

 
Console
.
WriteLine
(
"Called ConcreteStrategyA.Execute()"
);

 
}

 
}

 
class
 
ConcreteStrategyB
 
:
 
IStrategy

 
{

 
public
 
void
 
Execute
()

 
{

 
Console
.
WriteLine
(
"Called ConcreteStrategyB.Execute()"
);

 
}

 
}

 
class
 
ConcreteStrategyC
 
:
 
IStrategy

 
{

 
public
 
void
 
Execute
()

 
{

 
Console
.
WriteLine
(
"Called ConcreteStrategyC.Execute()"
);

 
}

 
}

 
// Configured with a ConcreteStrategy object and maintains a reference to a Strategy object

 
class
 
Context

 
{

 
IStrategy
 
strategy
;

 
// Constructor

 
public
 
Context
(
IStrategy
 
strategy
)

 
{

 
this
.
strategy
 
=
 
strategy
;

 
}

 
public
 
void
 
UpdateContext
(
IStrategy
 
strategy
)

 
{

 
this
.
strategy
 
=
 
strategy
;

 
}

 
public
 
void
 
Execute
()

 
{

 
strategy
.
Execute
();

 
}

 
}

}

```

### Java
```
//StrategyExample test application

class
 
StrategyExample
 
{

 
public
 
static
 
void
 
main
(
String
[]
 
args
)
 
{

 
Context
 
context
;

 
// Three contexts following different strategies

 
context
 
=
 
new
 
Context
(
new
 
ConcreteStrategyAdd
());

 
int
 
resultA
 
=
 
context
.
execute
(
3
,
4
);

 
context
 
=
 
new
 
Context
(
new
 
ConcreteStrategySubtract
());

 
int
 
resultB
 
=
 
context
.
execute
(
3
,
4
);

 
context
 
=
 
new
 
Context
(
new
 
ConcreteStrategyMultiply
());

 
int
 
resultC
 
=
 
context
.
execute
(
3
,
4
);

 
}

}

// The classes that implement a concrete strategy should implement this

// The context class uses this to call the concrete strategy

interface
 
Strategy
 
{

 
int
 
execute
(
int
 
a
,
 
int
 
b
);

}

// Implements the algorithm using the strategy interface

class
 
ConcreteStrategyAdd
 
implements
 
Strategy
 
{

 
public
 
int
 
execute
(
int
 
a
,
 
int
 
b
)
 
{

 
System
.
out
.
println
(
"Called ConcreteStrategyA's execute()"
);

 
return
 
(
a
 
+
 
b
);
 
// Do an addition with a and b

 
}

}

class
 
ConcreteStrategySubtract
 
implements
 
Strategy
 
{

 
public
 
int
 
execute
(
int
 
a
,
 
int
 
b
)
 
{

 
System
.
out
.
println
(
"Called ConcreteStrategyB's execute()"
);

 
return
 
(
a
 
–
 
b
);
 
// Do a subtraction with a and b

 
}

}

class
 
ConcreteStrategyMultiply
 
implements
 
Strategy
 
{

 
public
 
int
 
execute
(
int
 
a
,
 
int
 
b
)
 
{

 
System
.
out
.
println
(
"Called ConcreteStrategyC's execute()"
);

 
return
 
a
 
*
 
b
;
 
// Do a multiply with a and b

 
}

}

// Configured with a ConcreteStrategy object and maintains a reference to a Strategy object

class
 
Context
 
{

 
Strategy
 
strategy
;

 
// Constructor

 
public
 
Context
(
Strategy
 
strategy
)
 
{

 
this
.
strategy
 
=
 
strategy
;

 
}

 
public
 
int
 
execute
(
int
 
a
,
 
int
 
b
)
 
{

 
return
 
this
.
strategy
.
execute
(
a
,
 
b
);

 
}

}

```

### C
Тъй като езикът C не е обектно ориентиран, в него могат да се използват структури, за дефиниция на класове. Шаблонът Стратегия може да се реализира чрез използването на указатели към функции.
```
#include
 
<stdio.h>

void
 
print_sum
(
int
 
n
,
 
int
 
*
array
)
 
{

 
int
 
total
 
=
 
0
;

 
for
 
(
int
 
i
=
0
;
 
i
<
n
;
 
i
++
)
 
total
 
+=
 
array
[
i
];

 
printf
(
"%d"
,
 
total
);

}

void
 
print_array
(
int
 
n
,
 
int
 
*
array
)
 
{

 
for
 
(
int
 
i
=
0
;
 
i
<
n
;
 
i
++
)
 
printf
(
"%d "
,
 
array
[
i
]);

}

int
 
main
(
void
)
 
{

 
typedef
 
struct
 
{

 
void
 
(
*
submit_func
)(
int
 
n
,
 
int
 
*
array
);

 
char
 
*
label
;

 
}
 
Button
;

 
// Create two instances with different strategies

 
Button
 
button1
 
=
 
{
print_sum
,
 
"Add 'em"
};

 
Button
 
button2
 
=
 
{
print_array
,
 
"List 'em"
};

 
int
 
n
 
=
 
10
,
 
numbers
[
n
];

 
for
 
(
int
 
i
=
0
;
 
i
<
n
;
 
i
++
)
 
numbers
[
i
]
 
=
 
i
;

 
button1
.
submit_func
(
n
,
 
numbers
);

 
button2
.
submit_func
(
n
,
 
numbers
);

 
return
 
0
;

}

```

### PHP
```
<?php

class
 
StrategyExample
 
{

 
public
 
function
 
__construct
()
 
{

 
$context
 
=
 
new
 
Context
(
new
 
ConcreteStrategyA
());

 
$context
->
execute
();

 
$context
 
=
 
new
 
Context
(
new
 
ConcreteStrategyB
());

 
$context
->
execute
();

 
$context
 
=
 
new
 
Context
(
new
 
ConcreteStrategyC
());

 
$context
->
execute
();

 
}

}

interface
 
IStrategy
 
{

 
public
 
function
 
execute
();

}

class
 
ConcreteStrategyA
 
implements
 
IStrategy
 
{

 
public
 
function
 
execute
()
 
{

 
echo
 
"Called ConcreteStrategyA execute method
\n
"
;

 
}

}

class
 
ConcreteStrategyB
 
implements
 
IStrategy
 
{

 
public
 
function
 
execute
()
 
{

 
echo
 
"Called ConcreteStrategyB execute method
\n
"
;

 
}

}

class
 
ConcreteStrategyC
 
implements
 
IStrategy
 
{

 
public
 
function
 
execute
()
 
{

 
echo
 
"Called ConcreteStrategyC execute method
\n
"
;

 
}

}

class
 
Context
 
{

 
private
 
$strategy
;

 
public
 
function
 
__construct
(
IStrategy
 
$strategy
)
 
{

 
$this
->
strategy
 
=
 
$strategy
;

 
}

 
public
 
function
 
execute
()
 
{

 
$this
->
strategy
->
execute
();

 
}

}

new
 
StrategyExample
();

?>

```